# 太極劍
太極劍，是由太極拳法及古劍術兩種特色武術相互結合發展而成，是太極拳四種古兵器之一。
練習太極劍時，要求心靜體鬆、自然柔和，舞劍輕盈、靈巧敏捷。習劍時，重意不重力，注重以「意」來導劍，也就是身與劍合、劍與意合，忌諱用「拙力」來揮劍。握劍時，手掌要放鬆、手指要靈活；運劍時，手腕的運轉要配合全身靈活的帶動。太極劍術雖然幾乎沒有刻意發力的動作，但是卻非常注重內勁的發動，內勁是呼吸吐納與劍術套路運動的完全配合，勁力源自腳底，啟動於大腿，通過肩背、手臂、腕掌，貫注到劍尖，達到週身一致，這種發勁的過程，全賴平日一絲不苟的勤奮練習。

## 歷史
雖然中國劍術和太極拳已有很久歷史，觀乎現存史料，諸如《陳氏家譜》、《拳械譜》、王宗岳及李亦畬手鈔《太極拳譜》（後收入《太極拳術》一書）等等，均沒有關於太極劍的記載；蔣發、楊福魁、武禹襄等太極名家的傳習記述也沒見提及。即使以「好道善劍」見稱的張三丰，關於他的記載也只談及過他傳授的是「武當下乘丹字第九派四明內家之劍術」（即「武當劍」）。雖然武當劍也講究後發先至、順人之勢、入紅避青、蹈隙乘虛、以斜取正，然而武當劍旋翻走化、疾快輕穩的特點，以及它滾翻、騰空、躺地的劍法，跟太極劍的風格實在大異其趣。
太極劍的歷史雖不長，但很受太極愛好者歡迎，其流行程度實超過太極刀、槍、棍、杆等器械。

### 派法
觀乎時下流行的各派太極劍，無論結構、招式名名稱和內容，各派均自不同，找不出一脈相承之跡，可見時下的太極劍皆為太極拳流派形成後，各派分別自行發展創篇而成的，有理由相信，其歷史只有近百年左右。
- 陳氏太極
- 楊氏太極
- 武氏太極
- 吳氏太極
- 孫氏太極

## 特點
劍走輕靈，練起來輕柔和緩，結構嚴謹，舒展優美，攻防合一。

## 練習時的注意事項

### 剑法准确、动作协调
- 全身放鬆
- 以腰为轴
- 剑指配合
- 虚实分时

### 鬆沉自然、劲力顺达
- 鬆腰沉胯
- 动作沉稳

### 连绵不断、潇洒飘逸
- 开始时速度不宜过快，主要弄清动作路线。
- 劲力的轻重缓急、有大有小。
- 速度的快慢相间所表现出的一种韵律。

### 虽无对手、胜对强敌
- 劍是百兵之君，太極劍攻防義涵極為強烈。
- 深入研習劍法，即便單人演練，也要猶對強敵。

### 各家风采、风格突出
- 各式太极剑有各自的风格。
- 要注意动作规格要求，尽量舒展大方。

## 主要步法，手勢
步法：上步、退步、撤步、盖步、插步、跳步、行步、摆步、扣步、辗步等。

身型：虚领顶劲，沉肩墜肘，含胸拔背，鬆腰没胯，收臀开膝。

步型：并步、弓步、虚步、撲步、丁步、歇步、独立步、平行步、叉步等。

腿法：有蹬脚、分脚、摆腿、震脚、后举腿等。

手勢：劍指，平帶、攔劍、雲劍、獨立上刺等。

## 基本劍法
- 握劍：以手掌心貼於劍柄上，握劍宜鬆緊適中，隨著劍法的表現不同，握劍的方式也有所區別，如：推劍、舉劍時，用平握劍；刺劍時，用直握劍；點劍時，用提握劍；將劍抽回時，用虎口鉗握劍；絞劍、崩劍時，用墊握劍，還有正握、反握與起勢持劍等不同的握劍法。
- 點劍：立劍，將手腕放鬆，劍由上而下劈出，力達劍尖，提腕向斜下方點擊，沒有提腕不是點劍。
- 刺劍：從手臂到劍尖成一直線，朝劍尖所指方向直刺，要求力達劍尖，力與劍成一直線，施力時，注意轉腰送臂，保持手腕與劍尖的直線狀態。
- 劈劍：立劍，劍由上而下立劍下劈，劍與小臂保持一直線，要求力點施落在劍身的前部。
- 掛劍：立劍，使劍由上而下回掛，成逆圓繞轉，掛劍時要求劍身貼近身體兩側，力量貫於劍身前部。
- 撩劍：立劍，由後下向前上方撩出，使劍靠近身體兩側繞轉，撩開對方的攻勢。
- 雲劍：平劍，在頭頂上方平圓環繞，用以拔開對方的進攻，雲劍時要求手腕靈活放鬆，手心虛握含空，劍與地面平行旋轉。
- 帶劍：平劍，將劍由前向左或向右、向後方回抽、回帶，力量貫注劍身中部，動作連貫，以身體弧型帶動劍的運行。
- 崩劍：立劍沉腕，使劍刃尖由下向上挑擊為崩，要點是沉腕突然用力，使劍尖短促向上崩。
- 絞劍：平劍，持劍手心向上，以腕關節為軸，使劍尖由右向左順時針畫小立圓，使勁力達到劍身前部，勁力連動，不可斷勁，絞劍時要求劍的中點不動兩頭動，又絞劍的圓徑不宜過大。
- 架劍：立劍，持劍手心朝內，劍向右上方架起，劍高過於頭部，力量貫達劍身中部。
- 截劍：立劍或平劍，前臂內旋或外旋，劍身斜向下方截出，借用身體的推動力，貫於劍刃。
- 抽劍：立劍，由前向後上方或後下方划孤將抽回，要求抽劍時，以虎口鉗握劍，劍身與地面保持平行。
- 提劍：立劍，手腕由下向上弧型提腕，使劍尖向下，劍柄高不超過頭，也不低於肩，在提劍時要注意身體放鬆自然，沉肩再起腕，力量由劍尖向劍柄方向游運動。
- 抱劍：立劍，兩手由外向內，於胸前將劍合抱，劍鐔置於胸腹之間。
- 掃劍：平劍，持劍手心向上，持劍向左右下方弧型橫掃，力達劍身中部，掃劍運行中劍身與地面始終保持平行，掃劍時以轉腰帶動揮劍，可搭配太極基本步法練習。
- 斬劍：平劍，持劍手心向上，使劍橫出為斬劍，劍的高度在頭與肩之間，力量貫注在劍身中部，以身帶劍，向左右揮擺。
- 壓劍：平劍，持劍手心向下，由下而上，沉肩墜肘下壓劍，以身體自然的鬆垂之力貫達劍身的中部。
- 推劍：立劍，推劍時使劍尖向上，收於腰間，通過轉腰轉跨的轉動力，合勁將劍推出，力量貫注劍刃下部與劍柄間，推劍時劍身保持與地面垂直，
- 削劍：平劍，自左下向右上方弧型斜削，削劍時要注意沉肩轉腰，將開合之力貫注於劍刃前部。
- 腕花：以腕為軸向裡或向外旋翻，也就是前腕花和後腕花，腕花的過程中要求握把靈活、手腕放鬆，劍的旋翻運行要連貫。

## 外部連結
- 中國太極拳網－太極劍（页面存档备份，存于）
- 台灣WiKi－太極劍[]
- 台北市薪傳鄭子太極拳協會－鄭子五十四式劍教學（页面存档备份，存于）
- 香港武當道緣堂－武當太極劍 （页面存档备份，存于）
- 古武網－太極劍（页面存档备份，存于）
- 太極中國－太極劍
- 陳氏太極拳香港總會－論陳氏太極劍（页面存档备份，存于）